# 뉴욕주립대 폴리테크닉 대학교
뉴욕주립대 폴리테크닉 대학교(State University of New York Polytechnic Institute, 줄여서 SUNY Polytechnic Institute 혹은 SUNY Poly)는 뉴욕주의 마시(유티카-로마 광역시 권역)와 올버니에 위치한 공립 연구 대학이다.
1966년에 개교하였으며, 뉴욕주의 공립 기술중점 대학(polytechnic college)이다. 마시 캠퍼스는 1987년에, 올버니 캠퍼스(뉴욕주립대 폴리테크닉 나노스케일 과학공학대학 , SUNY Poly Colleges of Nanoscale Science and Engineering, 줄여서 CNSE)는 과거 뉴욕주립대 올버니 대학교 소속이었으며, 2003년 설립되었다.

## 캠퍼스

### 마시 캠퍼스
300에이커 규모의 Marcy NanoCenter 착공예정지를 포함한 400 에이커 규모의 캠퍼스이다.

### 올버니 캠퍼스
뉴욕주립대 폴리테크닉 나노스케일 과학공학대학이 위치해 있다.

## 구성
6개 단과대학으로 이루어져 있다.
- 문리대학 (College of Arts & Sciences)
- 경영대학 (College of Business Management)
- 공과대학 (College of Engineering)
- 보건과학대학 (College of Health Sciences)
- 나노스케일 공과대학 (College of Nanoscale Engineering)
- 나노스케일 이과대학 (College of Nanoscale Science)